# Monte Roccelito
Il Monte Roccelito conosciuto anche come monte Soprana o Granza, è un monte di arenaria ed argilla alto 1.145 m che fa parte della catena di rilievi che si trovano ad occidente del Fiume Imera Settentrionale e ad oriente del Fiume Torto.
Sovrasta i paesi di Montemaggiore Belsito, Aliminusa e Sclafani Bagni nella città metropolitana di Palermo e ne segna anche i confini amministrativi.
Alcuni definiscono quest'area "piccole Madonie", un po' impropriamente perché la profonda e ampia valle del Fiume Imera separa nettamente questo gruppo dalle Madonie propriamente dette.
Il Monte Roccelito ricade nella Riserva naturale orientata Bosco di Favara e Bosco Granza le sue pendici sono fitte di boschi di roverelle e il sottobosco è ricco di origano.
Il nome "Soprana" o "Granza soprana" anticamente indicava la parte di quota maggiore del feudo di Granza.